# Jonas Thern
Jonas Magnus Thern (Falköping, 1967. március 20. –) svéd edző, korábbi válogatott labdarúgó.
A svéd válogatott tagjaként részt vett az 1990-es és 1994-es világ-, illetve az 1992-es Európa-bajnokságon.

## Sikerei, díjai
Malmö FF
- Svéd bajnok (5): 1985, 1986, 1987, 1988, 1989
- Svéd kupagyőztes (2): 1986, 1988

Benfica
- Portugál bajnok (1): 1990–91
- Portugál szuperkupagyőztes (1): 1989

Svédország
- Világbajnoki bronzérmes (1): 1994
- Európa-bajnoki harmadik helyezett (1): 1992